# Гладкая, Софья Николаевна
Софья Николаевна Гладкая (по мужу Кедрова; 1874—1965) — артистка оперы (лирическое сопрано), драмы, камерная певица и музыкальный педагог.

## Биография
Софья Гладкая родилась 13 (25) декабря 1874 года в Санкт-Петербурге в семье генерала русской армии. Образование получила в Екатерининском институте, одном из самых привилегированных учебных заведений Санкт-Петербурга.
Затем поступила в Петербургскую консерваторию на обучение вокалу (1893—1898, педагоги Н. А. Ирецкая, О. Палечек).
По окончании консерватории в 1898—1900 годах выступала в Московской частной русской опере С. Мамонтова, став там самой первой исполнительницей партии Домны Сабуровой в премьере оперы Н. А. Римского-Корсакова «Царская невеста»; 22 октября 1899 года. О её исполнении партии Домны Сабуровой театральный критик Э. А. Старк писал: «Её Домна Сабурова была цельный, жизненный, вполне реальный образ, проникнутый черточками живого натурального юмора, прекрасное доказательство большой гибкости таланта Гладкой» (Э. Старк).
В 1900 году дебютировала на сцене Мариинского театра, дебют — в партии Маргариты в опере «Фауст». Дебют прошёл удачно, и она была зачислена в штат. В 1900—1905 годах Софья Гладкая — солистка петербургского Мариинского театра.
Одновременно с работой в Мариинском театре в 1901—1902 годах эпизодически участвовала в драматических спектаклях и вела концертную деятельность, неоднократно выступала в симфонических концертах. В 1900 году принимала участие в концертах Кружка любителей русской музыки, выступала в концертах вместе с мужем Н. Кедровым. В программе были произведения М. И. Глинки, А. С. Даргомыжского, М. П. Мусоргского, Ц. А. Кюи (первая исполнительница нескольких его романсов), А. П. Бородина, М. А. Балакирева, А. Г. Рубинштейна, А. С. Аренского, П. И. Чайковского, С. В. Рахманинова, А. К. Глазунова, И. Брамса, Р. Вагнера, К. Дебюсси, Р. Штрауса. Среди её исполнения произведения: сольные партии в мессе c-moll В. А. Моцарта (19 февраля 1905 г., 1-е исполнение в России, в ансамбле с Н. Н. Кедровым и А. Г. Жеребцовой), мессе C-dur Л. Бетховена, оратории «Рай и Пери» Р. Шумана (в ансамбле с К. Т. Серебряковым и М. М. Чупрынниковым), «Немецкий реквием» И. Брамса, «Торжественная месса» Дж. Россини (1-я исполнительница в России, Павловский вокзал, п/у Н. В. Галкина).
Кроме того, начиная с 1903 года вела преподавательскую работу в Петербургской консерватории. Среди её известных учеников Александра Кропивницкая.
Гастролировала в Одессе, Киеве, Николаеве, Казани, Кисловодске, Париже (1912).
В 1916 году выступила в партии Донны Анны («Каменный гость») на сцене Петроградского Михайловского театра.
Критика отмечала: «Обладала небольшим голосом чистого „серебристого“ тембра, актерским дарованием. Исполнение отличалось выразительной фразировкой и грациозностью».
В 1922 году, через некоторое время после революции семья Кедровых эмигрировала. Сначала в Берлин, а затем в 1928 году переехали в Париж, где Кедровы решили остаться. Николай Николаевич заново воссоздал свой мужской квартет с исполнением православных песнопений, пользовавшийся славой ещё в России, и там певцы выступали под названием «Квартет Кедрова». В Париже осела значительная часть русской послереволюционной эмиграции, и семья сумела найти применение себе и своей работе. Выступления Квартета Кедрова пользовались немалым успехом. Кроме того, оба супруга, и Н. Кедров, и С. Гладкая, преподавали в Парижской консерватории, там же преподавали ещё другие русские музыканты В. И. Страхова, Е. И. Терьян-Корганова и другие.

## Роли в операх
1-я исполнительница партий: Веры Шелоги («Боярыня Вера Шелога»), Гришки («Пролог к опере „В 1812 году“»), Домны Сабуровой («Царская невеста»; 22 октября 1899 года в театре Московского товарищества частной русской оперы), Урвази («Урвази — утренняя звезда»).
Другие партии: Тамара («Демон» А. Рубинштейна), Татьяна («Евгений Онегин»), Волхова («Садко»), Гретель, Аннхен («Вольный стрелок»), Микаэла («Кармен»), Церлина («Фра-Дьяволо, или Гостиница в Террачине»), Надежда («Аскольдова могила»), Ксения («Борис Годунов»), Фатима («Кавказский пленник»), Марфа («Царская невеста»), Ольга Токмакова («Псковитянка»), Прилепа («Пиковая дама»), Агнесса Сорель («Орлеанская дева»); Эвридика, Керубино («Свадьба Фигаро»), Маргарита («Фауст»), Джульетта («Ромео и Джульетта»), Паж Урбан («Гугеноты»), Ортлинда («Валькирия»), Елизавета («Тангейзер»), Вальтраута («Гибель богов»), Эльза («Лоэнгрин»).
Партнёры: Д. И. Бухтояров, О. И. Камионский, В. И. Касторский, Н. И. Забела-Врубель, А. Е. Ростовцева, А. В. Секар-Рожанский, Л. М. Сибиряков, А. Ю. Больска, И. В. Тартаков, А. П. Антоновский, Ф. Г. Орешкевич, В.И Страхова, М. А. Славина, В. А. Даверин-Кравченко, Л. В. Собинов, Ф. И. Шаляпин, Н. А. Шевелев, В. П. Шкафер и мн.др. известные исполнители.
Пела п/у Г. Варлиха, М. М. Ипполитова-Иванова, И. А. Труффи.

## Педагогическая деятельность
В 1903—1918 и 1921—1922 годах вела педагогическую деятельность в Петербургской (Петроградской консерватории (с 1913 года профессор), в эмиграции преподавала в Парижской консерватории.
Ученики — Р. М. Горская, К. Н. Дорлиак, А. И. Кобзарева, А. М. Кропивницкая, В. И. Павловская.

## Семья
Муж: Николай Николаевич Кедров, известный оперный певец (баритон), православный композитор и музыкальный педагог, создатель прославленного мужского квартета Кедрова (сначала в России, потом — за рубежом (Франция).
Дети:
- Николай Николаевич Кедров (сын) (1906, Петербург — 1981, Франция) — музыкант, продолжатель отцовского наследия, возродивший «Квартет Кедрова», просуществовавший до 1975 года. Его сын Александр Кедров (род. 1965) — протодиакон Парижского Кафедрального Собора, заново воссоздавший ансамбль Кедрова как секстет.
- Елизавета Николаевна Кедрова (1918, Петроград — 2000, Су-Сент-Мари, Онтарио, Канада) — французская актриса; первая актриса русского происхождения — обладательница премии «Оскар» в актёрских номинациях (за роль мадам Гортензии в фильме «Грек Зорба»,1964)[2].